# Корнале
Корнале (итал. Cornale) је насеље у Италији у округу Павија, региону Ломбардија.
Према процени из 2011. у насељу је живело 707 становника. Насеље се налази на надморској висини од 76 м.

## Становништво
| 1931. | 1936. | 1951. | 1961. | 1971. | 1981. | 1991. | 2001. | 2011. |
| ----- | ----- | ----- | ----- | ----- | ----- | ----- | ----- | ----- |
| 1.149 | 1.157 | 1.066 | 986   | 901   | 833   | 724   | 734   | 723   |